# 哥廷根车站
哥廷根车站（德語：Bahnhof Göttingen）是德国下萨克森南部城市哥廷根唯一的一座铁路车站，可办理长途及区域列车的到发（日均230班次）及旅客乘降（日均5.1万人次）。它是在1854年作为汉诺威南部铁路的终点站而建，与哥廷根市中心的西部相连。车站现有四个月台，并各设两条通过式到发线。在车站大楼和月台之间还有一条贯通的货运轨道。2013年，车站被专业轨道联盟评为“大城市”类别的“年度最佳车站”。

## 历史

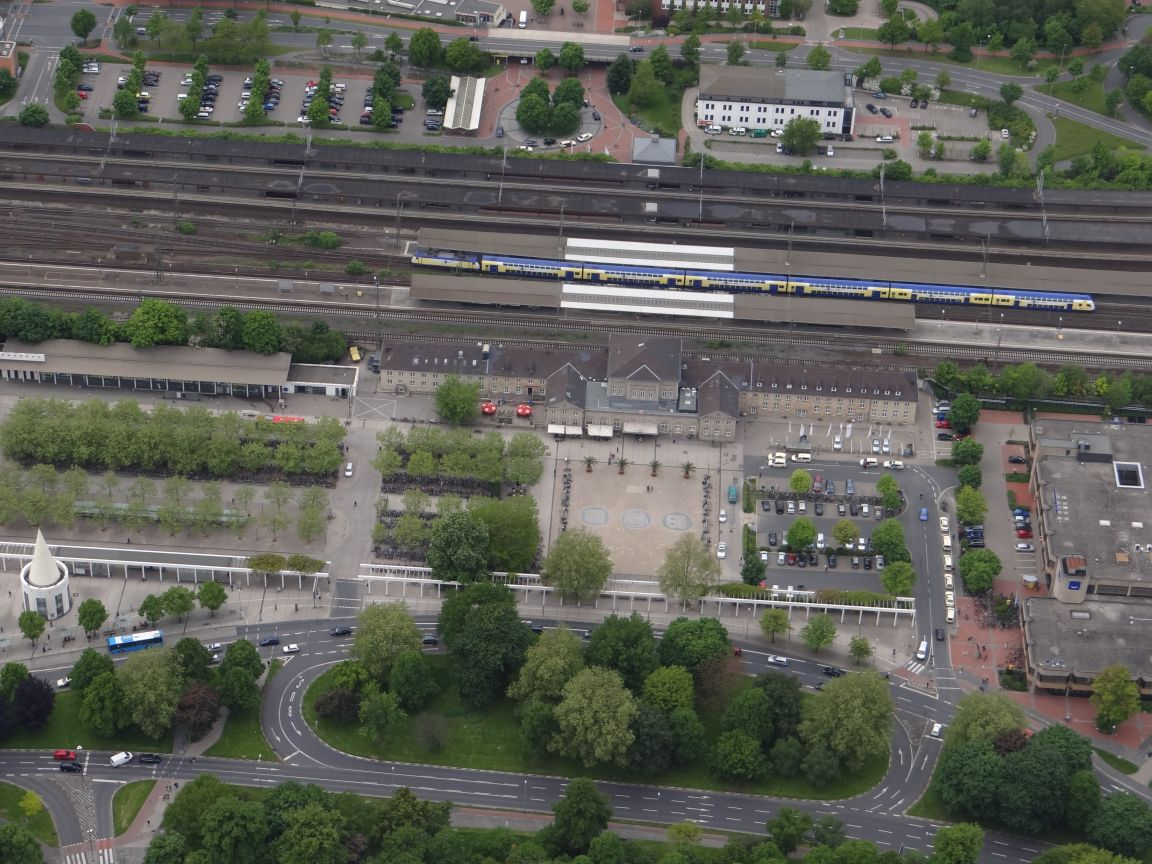
车站鸟瞰

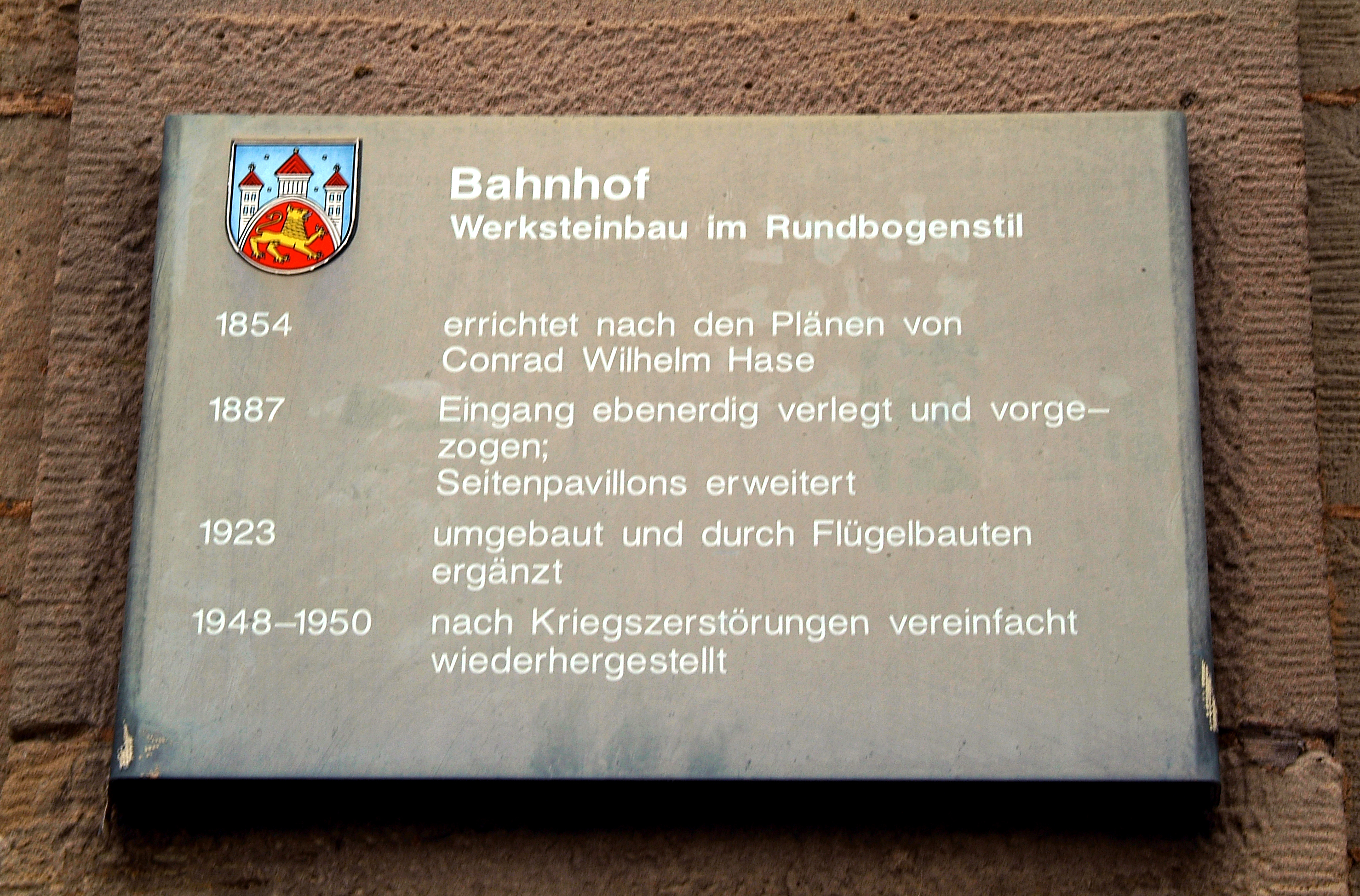
车站铭牌

在汉诺威南部铁路的规划过程中，哥廷根市政府于1851年决定申请在内城西部建造一座铁路车站。随后，当地市民——尤其是相关地皮的业主之间展开了为期三年的激烈讨论，直至1853年奠基。建筑设计由阿道夫·丰克、康拉德·威廉·哈泽和尤利乌斯·拉施完成；埃米尔·哈克连德（Emil Hackländer）则为施工负责人。车站的造型沿袭了1847年完工的“汉诺威中央车站”样式，采用由天然石材制成的汉诺威式圆拱风格。至1854年，车站举行落成典礼并投入运营。
汉诺威南部铁路于1854年开通了阿尔费尔德－哥廷根区间。1856年，线路延伸至卡塞尔，但当时只能通过原德兰斯费尔德坡道相连。自1867年起，哥廷根－贝布拉铁路至艾兴贝格的路段开建，1876年则延伸至贝布拉，并在那里再次与卡塞尔建立联系。哥廷根的车站大楼建于1856年至1887年间，并历经多次改造。站前广场则于20世纪初进行了重新设计。从此，在站前种立的棕榈树成为了车站的象征，直至第二次世界大战爆发。
车站于1913年至1924年间再度进行改造，期间曾于第一次世界大战时被迫中断。改造的重点是轨道被整体抬高。南部通往艾兴贝格的铁路向西迁移至兰斯费尔德坡道旁，其原来的走向如今分别成为了哥廷根境内的铁路街（Eisenbahnstraße）和罗斯多夫 (下萨克森州)境内的弗吕特堤（Am Flüthedamm）。在车站以南的格罗纳公路（Groner Landstraße）还建造了跨线地道并决定设立有轨电车道，因为随着交通量的激增，它作为平交道已不胜负荷。然而，车站大楼也得到了改造和增建。当时，加特河谷铁路的终点仍设于车站，这是一条轨距仅750毫米的窄轨铁路，可延伸至杜德施塔特和里特马斯豪森，通过此次升级，它在以南400米处拥有了自己的车站（哥廷根南站），从而不必再穿越格罗纳公路以及减少与准轨的连接。

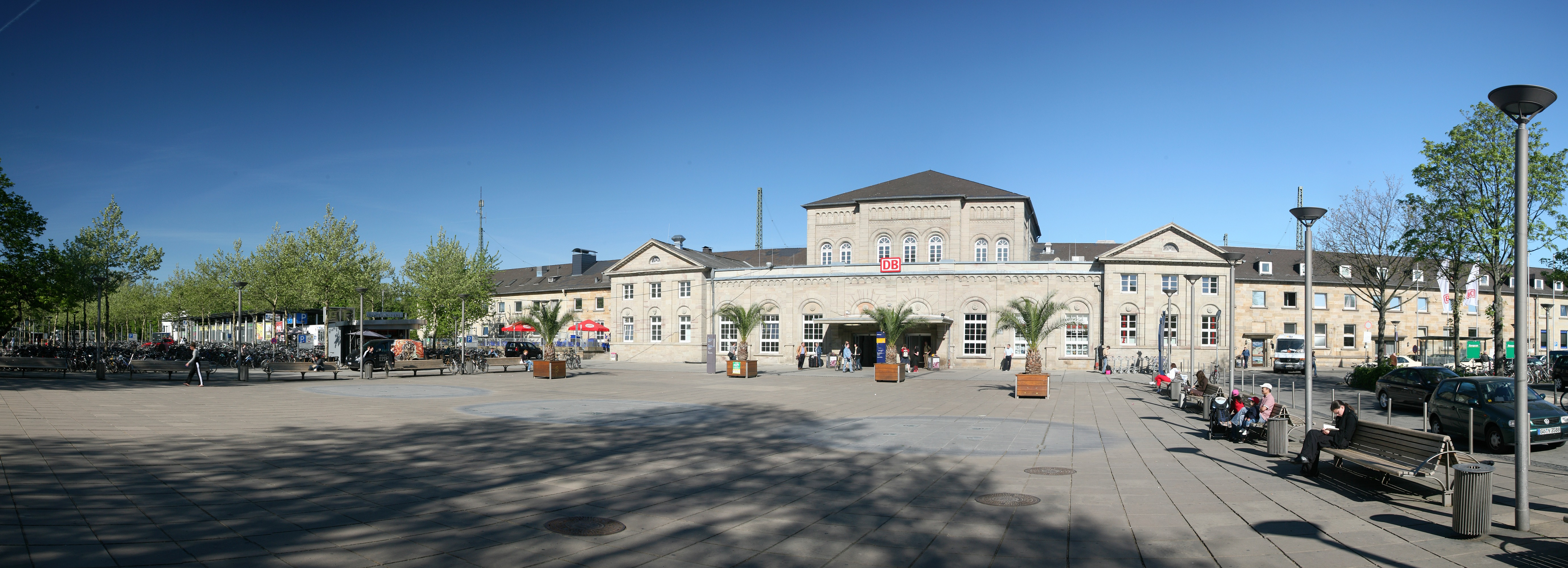
站前广场视角

第二次世界大战期间，车站因受到轰炸袭击而大面积损毁。车站和站厅于战后时期以简化的方式进行重建；外立面则得到了重新设计。自1963年起，电气化铁路网络接入哥廷根。在1960年代，站前广场再度进行了改造，以适应日益增长的机动车交通需求。以往几乎直接停靠在车站大楼前的巴士，从此被转移至设于车站南侧、私家车停车场前方的长途汽车总站（Zentralen Omnibusbahnhof，简称ZOB）。通往卡塞尔的第一条铁路则必须让位于后来修建的那一条：1980年5月，汉诺威南部铁路经行德兰斯费尔德的路段正式停用。

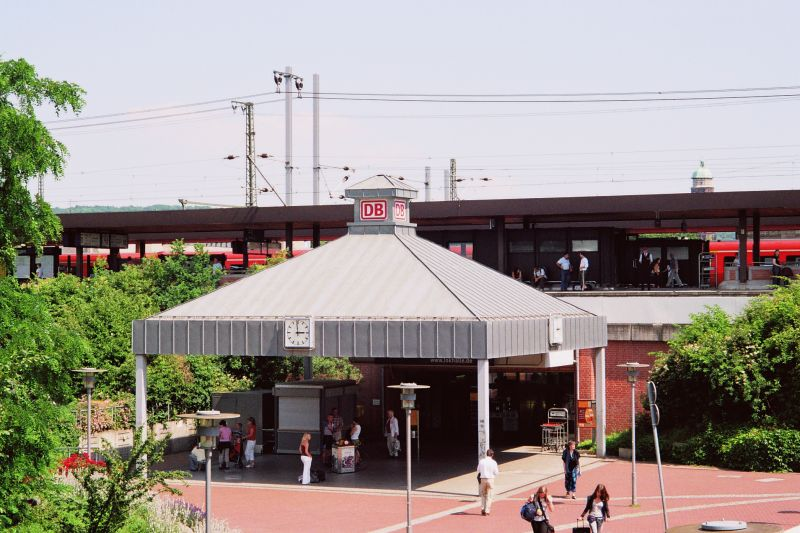
为高铁而增设的西出口

作为当时新建的汉诺威－维尔茨堡高速铁路的经停点，哥廷根车站于1984年至1989年之间进行了大规模翻新。在1971年提出的第一份高铁规划中，其于下萨克森州的线路走向原本是在威悉山地经由霍尔茨明登延伸。经过该州的抗议和各种调查报告的论证，当局于1976年决定采纳经由哥廷根的现行走向。车站西侧范围的轨道设施全长已调整为4公里。车站范围是新建铁路中的一个独立的规划审批部分（第3.8号，98.750公里至101.000公里处）。这一范围的国土规划审批程序已于1977年9月30日完成。
在1981年的计划中，新建铁路将以三条轨道贯穿车站：除了新建铁路的两条正线（C月台西缘、D月台东缘）之外，还将设立一条用于旅客列车的检修线（D月台西缘）。原C月台最后办理的是往博登费尔德方向的短途运输到发。最终，车站通过一座月台（10/11道）向西扩展，从而将先前的C月台（8/9道）拆除，并按照相邻新月台的样式重建。为了在该范围设立新的西入口，必须拆除原维修车间内的几栋建筑物，并放弃旅客列车处理设施，转而在他处重建。1987年9月，两座新建铁路月台中的第一座完工，而400米长的C月台则自1988/89年度运行图调整生效起投入使用。
在新建铁路的轨道上，列车可以最高120公里/小时的速度通过哥廷根车站，紧接着在编组场范围内的弯道限速则高达200公里/小时。之所以要明确车站的通过限速，是因为所有旅客列车总归都应在哥廷根停靠，而该速度被视为足以满足货运列车的需求。
凭借每天172班图定长途列车的到发量，车站于1989年的夏季运行图中在德国联邦铁路的网络内排名第18。此外，车站还通过开行经由奥特贝尔根－帕德博恩的直通列车（每日1至2对），而与杜塞尔多夫建立了进一步的长途联系。
在1990年代，站前广场再度进行重新设计。车站对开的街道上增设了凉棚，巴士车站也位于那里。为了容纳日益增多的单车，车站大楼旁开设了一座“单车停放间”。尽管如此，站前广场依旧摆满单车。
1993年，城际快车3号线（汉堡－法兰克福－巴塞尔）班次在哥廷根车站的运营有时令人质疑：当局通过撤销哥廷根停站，以便在1995年5月的调图中调整目的地的行驶时间。1994年7月中旬，下萨克森州、南下萨克森地区和德国铁路达成一致，同意将图定的最高速度提升至280公里/小时，以维持城际快车3号线的哥廷根停站。联邦交通部长批准了德国铁路的相应申请。尽管在埃舍德ICE-列车事故发生之后，最高速度被降至250公里/小时，但几乎所有途经的城际快车（ICE短跑手除外）都会在哥廷根停靠。
为了迎接在汉诺威举行的2000年世界博览会，车站自1990年代末开始进行了三个阶段的改造。首先，是对老旧的A和B月台（4/5道和6/7道）地下通道进行扩建，并在隧道内增设更多的零售空间。旧月台本身也进行了翻新，但侧重点仅在于带有部分玻璃顶篷和新建升降机设施（一度因未获颁联邦铁道部许可而停滞了数月）的出入口范围。在第三阶段，车站大堂面对轨道的部分装备了厕所和行李寄存柜。同时，在车站大楼和A月台之间的三条贯通轨道已被减少为一条。
改造工程至2006年底已大致结束，车站的整个入口大堂在最后阶段都得到了翻新。在新创建的商业空间中还包括有一家快餐连锁店。改造工程于2007年3月正式完工，共计斥资1380万欧元。
作为经济提振计划的一部分，车站于2010年至2011年间接受了德铁车站及服务的能源改造。2012年秋季，单车存放设施得到了彻底更新及大幅扩建。此外，动态旅客信息系统也进行了更新，以提高城市巴士和区域运输的信息质量。
2013年8月，车站被专业轨道联盟评为“大城市”类别的“年度最佳车站”。

## 运营
数据：截至2019年运行图

### 长途运输
| 路线   | 经由 | 经由 | 经由 | 经由 | 频率      |
| ------ | --- | --- | --- | --- | --------- |
| ICE 11 | 慕尼黑 － 奥格斯堡 － 乌尔姆 － 斯图加特 － 曼海姆 － 法兰克福机场 － 法兰克福 － 富尔达 － 哥廷根 － 汉诺威 － 吕讷堡 － 汉堡                        | 慕尼黑 － 奥格斯堡 － 乌尔姆 － 斯图加特 － 曼海姆 － 法兰克福机场 － 法兰克福 － 富尔达 － 哥廷根 － 汉诺威 － 吕讷堡 － 汉堡                        | 慕尼黑 － 奥格斯堡 － 乌尔姆 － 斯图加特 － 曼海姆 － 法兰克福机场 － 法兰克福 － 富尔达 － 哥廷根 － 汉诺威 － 吕讷堡 － 汉堡                        | 慕尼黑 － 奥格斯堡 － 乌尔姆 － 斯图加特 － 曼海姆 － 法兰克福机场 － 法兰克福 － 富尔达 － 哥廷根 － 汉诺威 － 吕讷堡 － 汉堡                        | 个别班次  |
| ICE 12 | 柏林 － 布伦瑞克 － 哥廷根 － 卡塞尔-威廉丘 － 富尔达 － 法兰克福 － 曼海姆 － 卡尔斯鲁厄 － 弗赖堡 － 巴塞尔 （－ 伯尔尼 － 因特拉肯）               | 柏林 － 布伦瑞克 － 哥廷根 － 卡塞尔-威廉丘 － 富尔达 － 法兰克福 － 曼海姆 － 卡尔斯鲁厄 － 弗赖堡 － 巴塞尔 （－ 伯尔尼 － 因特拉肯）               | 柏林 － 布伦瑞克 － 哥廷根 － 卡塞尔-威廉丘 － 富尔达 － 法兰克福 － 曼海姆 － 卡尔斯鲁厄 － 弗赖堡 － 巴塞尔 （－ 伯尔尼 － 因特拉肯）               | 柏林 － 布伦瑞克 － 哥廷根 － 卡塞尔-威廉丘 － 富尔达 － 法兰克福 － 曼海姆 － 卡尔斯鲁厄 － 弗赖堡 － 巴塞尔 （－ 伯尔尼 － 因特拉肯）               | 两小时1班 |
| ICE 13 | 柏林 － 布伦瑞克 － 哥廷根 － 卡塞尔-威廉丘 － 富尔达 － 法兰克福机场 / 法兰克福                                                                      | 柏林 － 布伦瑞克 － 哥廷根 － 卡塞尔-威廉丘 － 富尔达 － 法兰克福机场 / 法兰克福                                                                      | 柏林 － 布伦瑞克 － 哥廷根 － 卡塞尔-威廉丘 － 富尔达 － 法兰克福机场 / 法兰克福                                                                      | 柏林 － 布伦瑞克 － 哥廷根 － 卡塞尔-威廉丘 － 富尔达 － 法兰克福机场 / 法兰克福                                                                      | 两小时1班 |
| ICE 20 | （基尔 －） 汉堡 － 汉诺威 － 哥廷根 － 卡塞尔-威廉丘 － 法兰克福 － 曼海姆 － 卡尔斯鲁厄 － 弗赖堡 － 巴塞尔 － 苏黎世 （－ 库尔）                   | （基尔 －） 汉堡 － 汉诺威 － 哥廷根 － 卡塞尔-威廉丘 － 法兰克福 － 曼海姆 － 卡尔斯鲁厄 － 弗赖堡 － 巴塞尔 － 苏黎世 （－ 库尔）                   | （基尔 －） 汉堡 － 汉诺威 － 哥廷根 － 卡塞尔-威廉丘 － 法兰克福 － 曼海姆 － 卡尔斯鲁厄 － 弗赖堡 － 巴塞尔 － 苏黎世 （－ 库尔）                   | （基尔 －） 汉堡 － 汉诺威 － 哥廷根 － 卡塞尔-威廉丘 － 法兰克福 － 曼海姆 － 卡尔斯鲁厄 － 弗赖堡 － 巴塞尔 － 苏黎世 （－ 库尔）                   | 两小时1班 |
| ICE 22 | （基尔 －） 汉堡 － 汉诺威 － 哥廷根 － 卡塞尔-威廉丘 － 法兰克福 － 法兰克福机场 － 曼海姆 － 斯图加特                                               | （基尔 －） 汉堡 － 汉诺威 － 哥廷根 － 卡塞尔-威廉丘 － 法兰克福 － 法兰克福机场 － 曼海姆 － 斯图加特                                               | （基尔 －） 汉堡 － 汉诺威 － 哥廷根 － 卡塞尔-威廉丘 － 法兰克福 － 法兰克福机场 － 曼海姆 － 斯图加特                                               | （基尔 －） 汉堡 － 汉诺威 － 哥廷根 － 卡塞尔-威廉丘 － 法兰克福 － 法兰克福机场 － 曼海姆 － 斯图加特                                               | 两小时1班 |
| ICE 25 | （吕贝克 －） 汉堡 － | 汉诺威 － 哥廷根 － 卡塞尔-威廉丘 － 富尔达 － 维尔茨堡 － 纽伦堡 － 因戈尔施塔特 － 慕尼黑                                                           | 汉诺威 － 哥廷根 － 卡塞尔-威廉丘 － 富尔达 － 维尔茨堡 － 纽伦堡 － 因戈尔施塔特 － 慕尼黑                                                           | 汉诺威 － 哥廷根 － 卡塞尔-威廉丘 － 富尔达 － 维尔茨堡 － 纽伦堡 － 因戈尔施塔特 － 慕尼黑                                                           | 每小时1班 |
| ICE 25 | 奥尔登堡 － 不来梅 － | 汉诺威 － 哥廷根 － 卡塞尔-威廉丘 － 富尔达 － 维尔茨堡 － 纽伦堡 － 因戈尔施塔特 － 慕尼黑                                                           | 汉诺威 － 哥廷根 － 卡塞尔-威廉丘 － 富尔达 － 维尔茨堡 － 纽伦堡 － 因戈尔施塔特 － 慕尼黑                                                           | 汉诺威 － 哥廷根 － 卡塞尔-威廉丘 － 富尔达 － 维尔茨堡 － 纽伦堡 － 因戈尔施塔特 － 慕尼黑                                                           | 每小时1班 |
| ICE 26 | （宾茨 － 施特拉尔松德 － 罗斯托克 － 什未林 －） 汉堡 － 汉诺威 － 哥廷根 － 卡塞尔-威廉丘 － 吉森 － 法兰克福 － 达姆施塔特 － 海德堡 － 卡尔斯鲁厄 | （宾茨 － 施特拉尔松德 － 罗斯托克 － 什未林 －） 汉堡 － 汉诺威 － 哥廷根 － 卡塞尔-威廉丘 － 吉森 － 法兰克福 － 达姆施塔特 － 海德堡 － 卡尔斯鲁厄 | （宾茨 － 施特拉尔松德 － 罗斯托克 － 什未林 －） 汉堡 － 汉诺威 － 哥廷根 － 卡塞尔-威廉丘 － 吉森 － 法兰克福 － 达姆施塔特 － 海德堡 － 卡尔斯鲁厄 | （宾茨 － 施特拉尔松德 － 罗斯托克 － 什未林 －） 汉堡 － 汉诺威 － 哥廷根 － 卡塞尔-威廉丘 － 吉森 － 法兰克福 － 达姆施塔特 － 海德堡 － 卡尔斯鲁厄 | 两小时1班 |
| ICE 91 | 汉堡 － 汉诺威 － 哥廷根 － 卡塞尔-威廉丘 － 富尔达 － 维尔茨堡 － 纽伦堡 － 雷根斯堡 － 帕绍 － 林茨 － 维也纳                                       | 汉堡 － 汉诺威 － 哥廷根 － 卡塞尔-威廉丘 － 富尔达 － 维尔茨堡 － 纽伦堡 － 雷根斯堡 － 帕绍 － 林茨 － 维也纳                                       | 汉堡 － 汉诺威 － 哥廷根 － 卡塞尔-威廉丘 － 富尔达 － 维尔茨堡 － 纽伦堡 － 雷根斯堡 － 帕绍 － 林茨 － 维也纳                                       | 汉堡 － 汉诺威 － 哥廷根 － 卡塞尔-威廉丘 － 富尔达 － 维尔茨堡 － 纽伦堡 － 雷根斯堡 － 帕绍 － 林茨 － 维也纳                                       | 一对班次  |
| IC 26  | （韦斯特兰 －） 汉堡 － 汉诺威 － 哥廷根 － 卡塞尔-威廉丘 －                                                                                          | （韦斯特兰 －） 汉堡 － 汉诺威 － 哥廷根 － 卡塞尔-威廉丘 －                                                                                          | 吉森 － 法兰克福 － 达姆施塔特 － 海德堡 － 卡尔斯鲁厄                                                                                                | 吉森 － 法兰克福 － 达姆施塔特 － 海德堡 － 卡尔斯鲁厄                                                                                                | 个别班次  |
| IC 26  | （韦斯特兰 －） 汉堡 － 汉诺威 － 哥廷根 － 卡塞尔-威廉丘 －                                                                                          | （韦斯特兰 －） 汉堡 － 汉诺威 － 哥廷根 － 卡塞尔-威廉丘 －                                                                                          | 富尔达 － 维尔茨堡 － 奥格斯堡 － | 奥伯斯多夫 | 个别班次  |
| IC 26  | （韦斯特兰 －） 汉堡 － 汉诺威 － 哥廷根 － 卡塞尔-威廉丘 －                                                                                          | （韦斯特兰 －） 汉堡 － 汉诺威 － 哥廷根 － 卡塞尔-威廉丘 －                                                                                          | 富尔达 － 维尔茨堡 － 奥格斯堡 － | 慕尼黑 － 罗森海姆 － 贝希特斯加登 | 个别班次  |

### 区域运输

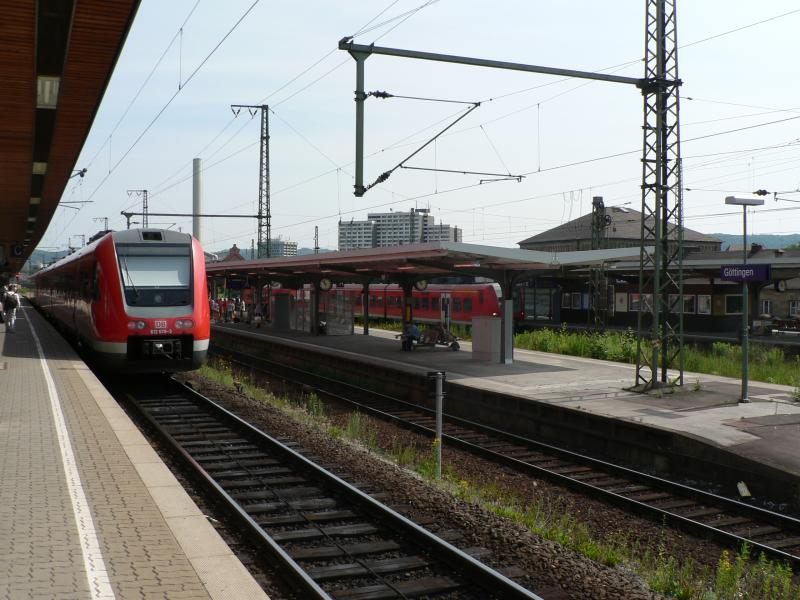
从新的C月台望向B和A月台的视角

| 路线  | 经由 | 频率      | 运营商       |
| ----- | --- | --------- | ------------ |
| RE 1  | 哥廷根 － 莱讷费尔德 － 哥达 － 埃尔福特 － 魏玛 － 耶拿-戈施维茨 － 格拉 － 格斯尼茨 － 格劳豪                                           | 两小时1班 | 德铁区域东南 |
| RE 2  | 哥廷根 － 诺德豪森 － 克赖恩森 － 阿尔费尔德 － 埃尔策 － 汉诺威 － 策勒 － 于尔岑                                                        | 每小时1班 | 节拍器       |
| RB 7  | 哥廷根 － 艾兴贝格 － 埃施韦格 － 贝布拉 （－ 巴特黑斯费尔德 － 富尔达）                                                                  | 每小时1班 | 坎图斯       |
| RB 8  | 哥廷根 － 艾兴贝格 － 维岑豪森 － 汉明登 － 卡塞尔                                                                                        | 每小时1班 | 坎图斯       |
| RB 80 | 哥廷根 － 讷尔滕-哈登贝格 － 诺特海姆 － 卡特伦堡 － 武尔夫滕 － 哈托夫 － 黑尔茨贝格 － 巴特萨克萨 － 瓦尔肯里德 － 埃尔里希 － 诺德豪森 | 两小时1班 | 德铁区域北部 |
| RB 82 | 哥廷根 － 讷尔滕-哈登贝格 － 诺特海姆 － 克赖恩森 － 塞森 － 戈斯拉尔 － 巴特哈尔茨堡                                                     | 两小时1班 | 德铁区域北部 |
| RB 85 | 哥廷根 － 阿德莱布森 － 博登费尔德 － 巴特卡尔斯港 － 劳恩弗尔德 － 赫克斯特-奥特贝尔根 － 帕德博恩                                       | 每小时1班 | 西北铁路     |
| RB 86 | 哥廷根 － 讷尔滕-哈登贝格 － 诺特海姆 － 艾恩贝克-萨尔茨德赫尔登 － 艾恩贝克中心                                                          | 个别班次  | 德铁区域北部 |

## 机车库

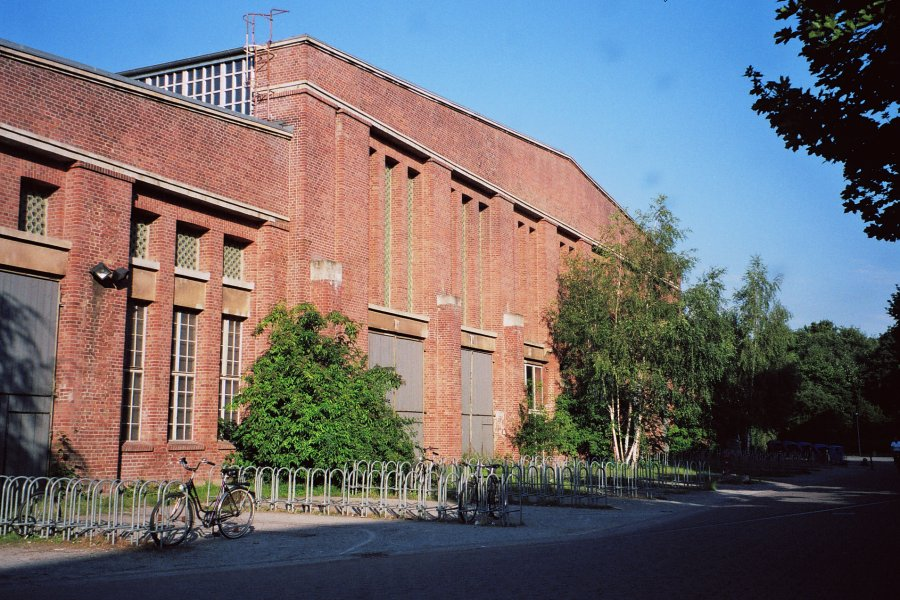
机车库北侧大门（现为影厅）

车站背对内城的一侧有一座大型醒目建筑，即为哥廷根机车库。这座历史悠久的工业遗产如今设有大型综合电影院和用作会议和活动场所的多功能厅。库内可提供5400㎡的活动空间和3000㎡的休息空间。自1855年落成以来，那里最初是一个铁路维修车间。设立车间的原因是哥廷根这座大学城当时的工业化程度仍然较低，进一步通往汉诺威明登的铁路线需要经行德兰斯费尔德坡道。由于那里的坡度较高，列车必须由更大功率的机车牵引，而这些机车需要在哥廷根车间进行保养和维修。如今的机车库建筑始建于1917年。在维修车间于1976年关闭之后，该场地最初衰败了二十年并且缺乏合适的再利用性——尤其是因为机车库于1981年被下萨克森历史遗址保护研究所列入了文物古迹临时名单。直至1993年开始，使用库房作为活动场所的计划才开始变得具体。该设施北部的多功能电影院于1996年开业，机车库南部的活动空间则于1998年12月开业。